# 香取神社 (埼玉県松伏町大字築比地2254)
香取神社（かとりじんじゃ）は、埼玉県北葛飾郡松伏町の神社。

## 歴史
1622年（元和8年）に創建された。現在地の小字は「雷（らい）」であるが、隣に「香取」という小字があることから、当初は「香取」に位置し、その後に現在地に移転したものと推測される。
1874年（明治7年）、近代社格制度に基づく「村社」に列せられた。明治末年から大正初期に行われた神社合祀について、当社の神社明細帳によれば、1911年（明治44年）に周辺の5社が、1913年（大正2年）に周辺の4社が合祀されたとされる。しかし実際には、築比地地区のもう一つの香取神社「築比地下香取神社」の方に大半の神社が合祀されている。神社明細帳を調製した当時の埼玉県当局の誤記載か何か深い事情があったのかは不明である。

## 交通アクセス
- 路線バス登戸停留所より徒歩11分。